# Conrad Jon Godly

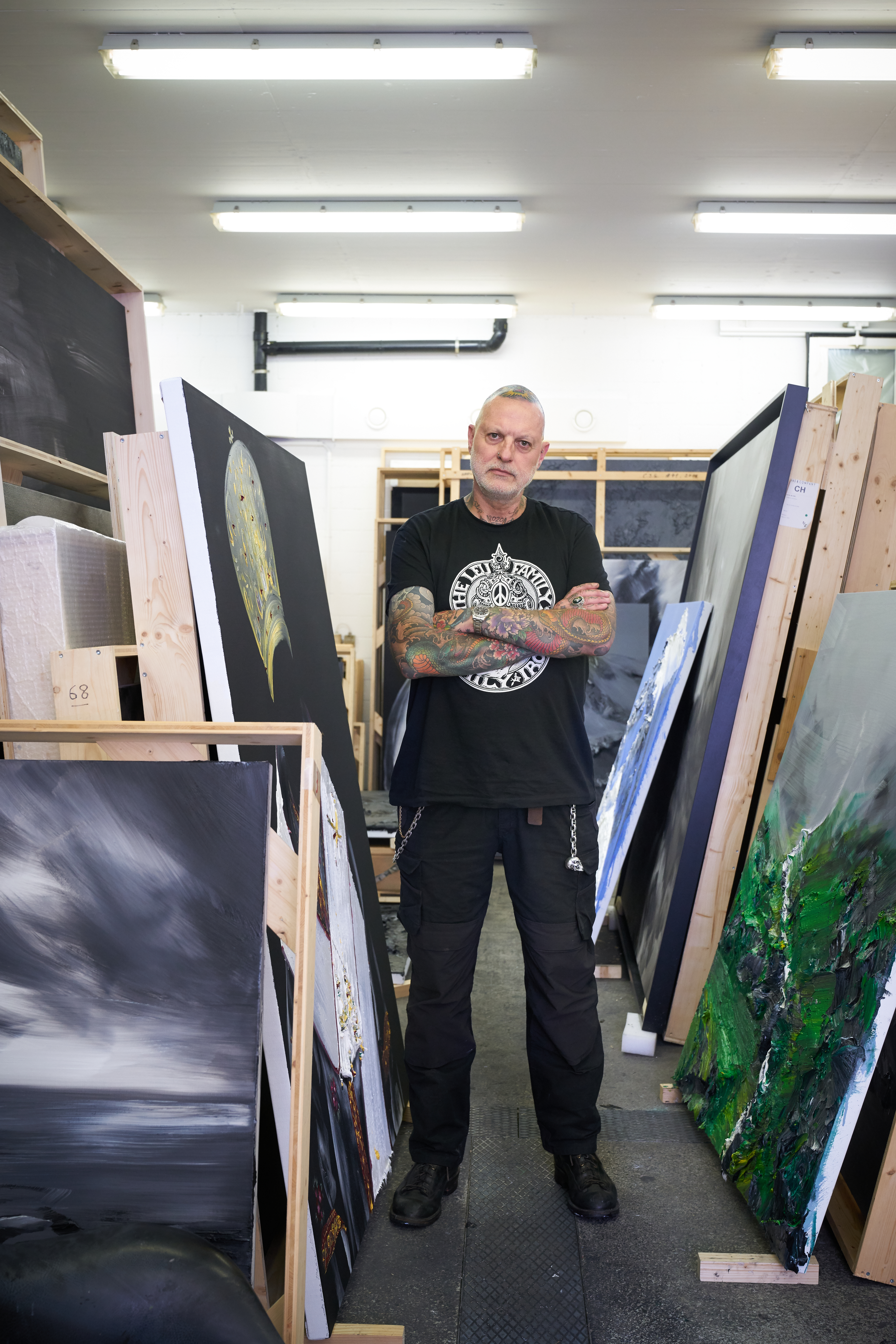
Conrad Jon Godly in seinem Atelier. © Franz Rindlisbacher, 2020

Conrad Jon Godly (* 24. Januar 1962 in Davos, Schweiz) ist ein Schweizer Künstler. Er lebt und arbeitet in Maienfeld sowie in Japan. Seine bevorzugte Arbeitsweise ist die Ölmalerei. 

## Leben und Wirken

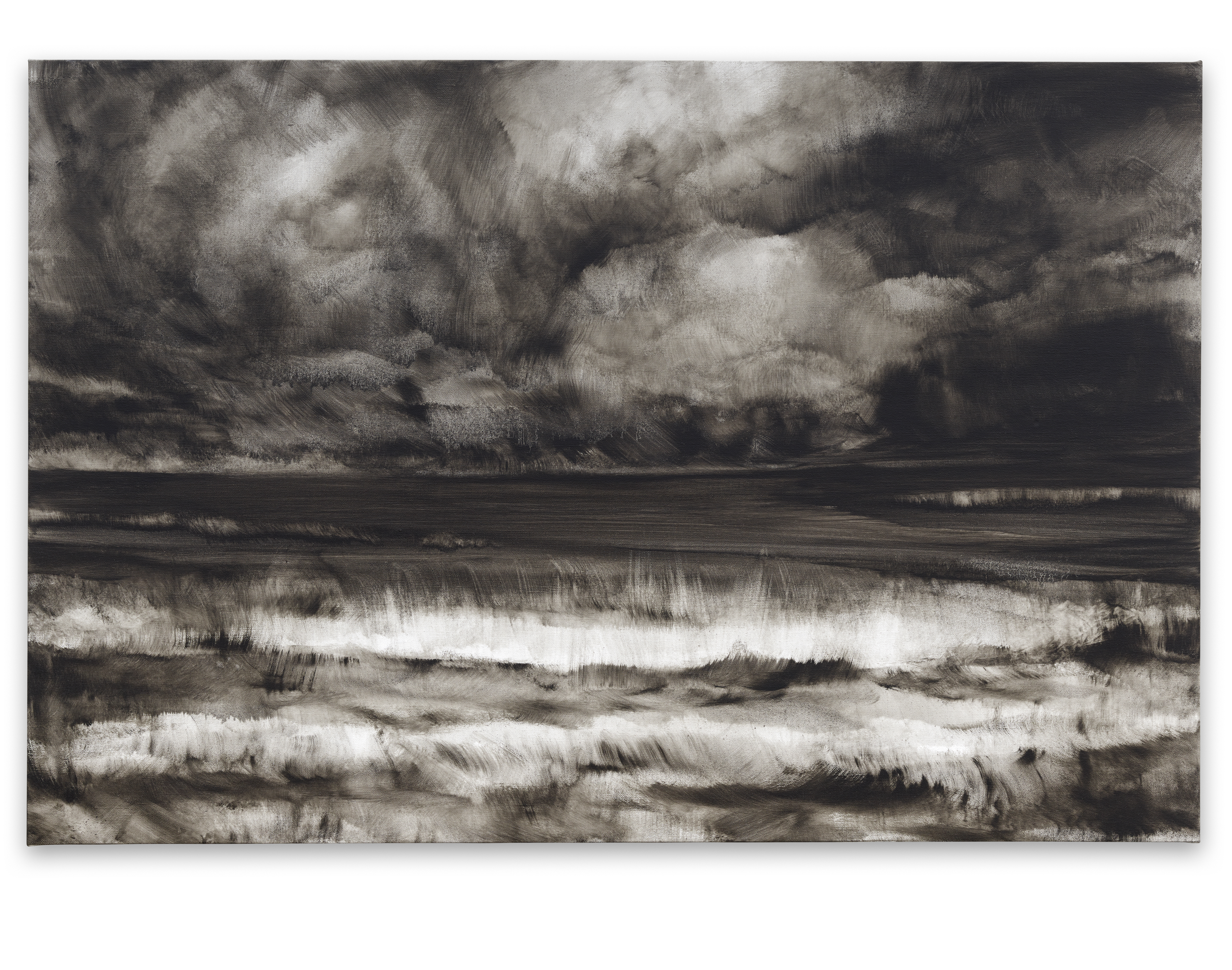
Conrad Jon Godly: Dark is Light #68, 2018, Öl auf Leinwand

Conrad Jon Godly wuchs in Davos auf. Von 1982 bis 1986 genoss er eine Ausbildung an der Hochschule für Gestaltung und Kunst Basel, in der Malfachklasse von Franz Fedier. Während eines USA-Aufenthalts von 1986 bis 1987 erfolgten erste Arbeiten im Medium der Fotografie. Daraufhin arbeitete Godly ausschliesslich damit. Er realisierte eine internationale Karriere als Fotograf für Zeitschriften und Werbung.
So arbeitete er damals noch unter dem gekürzten Namen Conrad Godly für Zeitschriften wie Vogue, Marie-Claire, Cosmopolitan, Elle, i-D, IO Donna, Vanity Fair, GQ, Esquire, Tatler, Wallpaper, Dazed&Confused, Max, FHM, Playboy, Amica, Flair, Grazia und viele mehr. Er fotografierte internationale und nationale Werbekampagnen für Nikon, Breil, Fogal, Hanro, Palmers, La Biosthetique, Celine, Annex, Rifle Jeans, Jelmoli etc. Auch standen Topmodels der 80er Jahre und viele Hollywood und Sportstars und andere prominente Persönlichkeiten vor seiner Kamera. Von 1993 bis 1996 lebte er in Paris und von 1997 bis 2004 lebte und arbeitete er in Mailand. 
Ende 2004 kehrte er in seine Heimat in den Bündner Bergen zurück und wandte sich wieder der Malerei zu. Während vier Jahren malte er nur für sich, wobei Landschaften und insbesondere das hochalpine Gebirge Graubündens seine bevorzugten Sujets waren. Von 2008 bis 2009 bezog er ein Atelier in Wien. Erstmals zeigte er Werke 2008 in der Jahresausstellung des Bündner Kunstmuseums in Chur. Seither stellt Conrad Jon Godly regelmässig in London, New York, Liechtenstein, China, Singapur, Türkei, Mexiko, im Engadin und in Japan aus. 
2011 wurde das gesamte Fotoarchiv Opfer eines Grossbrandes, sämtliche Fotografien und Negative wurden zerstört. Seit 2014 ist er mit der japanischen Künstlerin Kazuyo Okushiba verheiratet. Das Paar ist seither in der Schweiz und in Japan beheimatet. 

„Die immense Kraft der Berge, der Natur schlechthin, weist uns Menschen in unsere Schranken und zeigt uns, wie unbedeutend klein wir sind.“

Seine Werke sind in zahlreichen nationalen, internationalen, privaten und öffentlichen Sammlungen vertreten. So u. a. in der Daros Collection, Sammlung Ringier, UBS, Credit Suisse, Julius Bär Bank, Graubündner Kantonalbank und der Schweizerischen Nationalbank.

## Ausstellungen (Auswahl)
Einzelausstellungen
- Bechter Kastowsky, Schaan (2021)
- JD Malat Gallery, London (2021)
- Stalla Madulain, Madulain (2019)
- JD Malat Gallery, London (2019)[2][3]
- Art Expo Taipeh, Taipeh (2019)
- Ryosokuin-Kenninji Tempel, Kyoto (2018)
- Shibunkaku, Kyoto (2016)
- Shibunkaku, Kyoto (2014)
- «Berg»; Tony Wuethrich, Zürich (2013/2014)[4]
- Kunsthaus Baselland, Muttenz (2012)[5]
- F.S.Art, Berlin (2011)
- Katz Contemporary, Zürich (2011)
- Luciano Fasciati, Chur (2009)

Gruppenausstellungen
- Stalla Madulain, Madulain (2023)
- Bechter Kastowsky, Schaan, (2023)
- VOLTA Basel, Bechter Kastowsky, Schaan (2021)
- VOLTA New York, JD Malat, New York (2020)
- Jahresausstellung der Bündner Künstlerinnen und Künstler, Bündner Kunstmuseum, Chur (2019)
- CI Contemporary Istanbul, JD Malat, Istanbul (2019)
- Seattle Art Fair, JD Malat, Seattle (2019)
- Zonamaco Art Fair, JD Malat, Mexiko-Stadt (2019)
- Art Taipei, Shibunkaku, Taipeh (2018)
- Fine Art Asia, Shibunkaku, Hongkong (2018)
- Art Taipei, Shibunkaku, Taipeh (2017)
- Kornfeld, Bern (2017)
- Art Stage Singapore, Singapur (2016)
- KIAF Korean International Art Fair, Shibunkaku, Seoul (2015)
- Museum Residenzgalerie, Salzburg (2011)
- Arte Hotel Bregaglia, Luciano Fasciati, Promotogno (2010)